# Muntteken

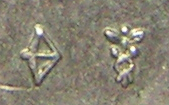
Het rechter teken is sinds 1815 het muntteken van het munthuis van Utrecht. Sinds 1830 staat dit teken op vrijwel alle door de Koninklijke Nederlandse Munt geslagen munten.

Een muntteken (Engels: mintmark, Frans: différent d'atelier, Duits: Beizeichen) is het teken (merk, afzender) dat door het munthuis wordt afgegeven op de munt. 

## Nederland
Nederlandse munten kregen voor het eerst een muntteken in 1795, het zogenaamde burchtje.
Vanaf 1796 kregen de in Enkhuizen en Utrecht geslagen munten respectievelijk een ster en het wapen van Utrecht als muntteken.
Toen vanaf 1816 een muntteken verplicht werd kwam op de in Brussel geslagen munten een B te staan en op de in Utrecht geslagen munten een mercuriusstaf (caduceus).
In de periode 1940-1945, gedurende de Duitse bezetting, droegen de zinken munten die toen in Nederland geslagen zijn wel een muntteken, maar niet het muntmeesterteken. Bij alle munten staat het muntteken rechts op de voorzijde van de munt. 
In de Verenigde Staten werd tijdens de Tweede Wereldoorlog door de Nederlandse regering een voorraad munten geslagen met het doel deze na de bevrijding snel in omloop te kunnen brengen. Op deze munten stond geen Nederlands muntteken, maar een letter D, P of S, voor respectievelijk Denver, Philadelphia en San Francisco welke aangeeft waar de munt geslagen is.
Vanwege een afspraak tussen De Nederlandsche Bank en de Koninklijke Nederlandse Munt werd in 2020 het muntteken en muntmeesterteken niet geslagen op de Nederlandse munten die voor de circulatie geproduceerd werden. De tekens stonden dat jaar enkel op munten die voor verzamelaars geproduceerd werden en op penningen. Vanaf 2021 worden de beide tekens ook weer geslagen op de Nederlandse munten die voor de circulatie geproduceerd worden.